# Simon Hiscocks
Simon Hiscocks, född den 21 maj 1973 i Dorking i Storbritannien, är en brittisk seglare.
Han tog OS-brons i 49er i samband med de olympiska seglingstävlingarna 2004 i Aten.